# ماي (أوكلاهوما)
ماي (بالإنجليزية: May, Oklahoma)‏ هي بلدة أمريكية تقع في الولايات المتحدة في مقاطعة هاربر، أوكلاهوما. يقدر عدد سكانها بـ 39 نسمة ومساحتها 0.5 كم2 وترتفع عن سطح البحر 622 متر.